# 特鲁瓦附近罗西耶尔
特鲁瓦附近罗西耶尔（法語：Rosières-près-Troyes，法語發音：[ʁozjɛʁ pʁɛ tʁwa]）是法国奥布省的一个市镇，位于该省中部，属于特鲁瓦区和特鲁瓦香槟都会城市圈公共社区，其市镇面积为6.23平方公里，2022年1月1日时人口数量为4,866人。
特鲁瓦附近罗西耶尔是特鲁瓦香槟都会城市圈公共社区的组成部分，位于特鲁瓦市区以南3.5公里，是特鲁瓦近郊的重要卫星城。特鲁瓦工程技术大学主校区位于其境内。

## 地名
“罗西耶尔”在法语中意为“玫瑰园”。

## 行政
特鲁瓦附近罗西耶尔的邮政编码为10430，INSEE市镇编码为10325。

## 地理

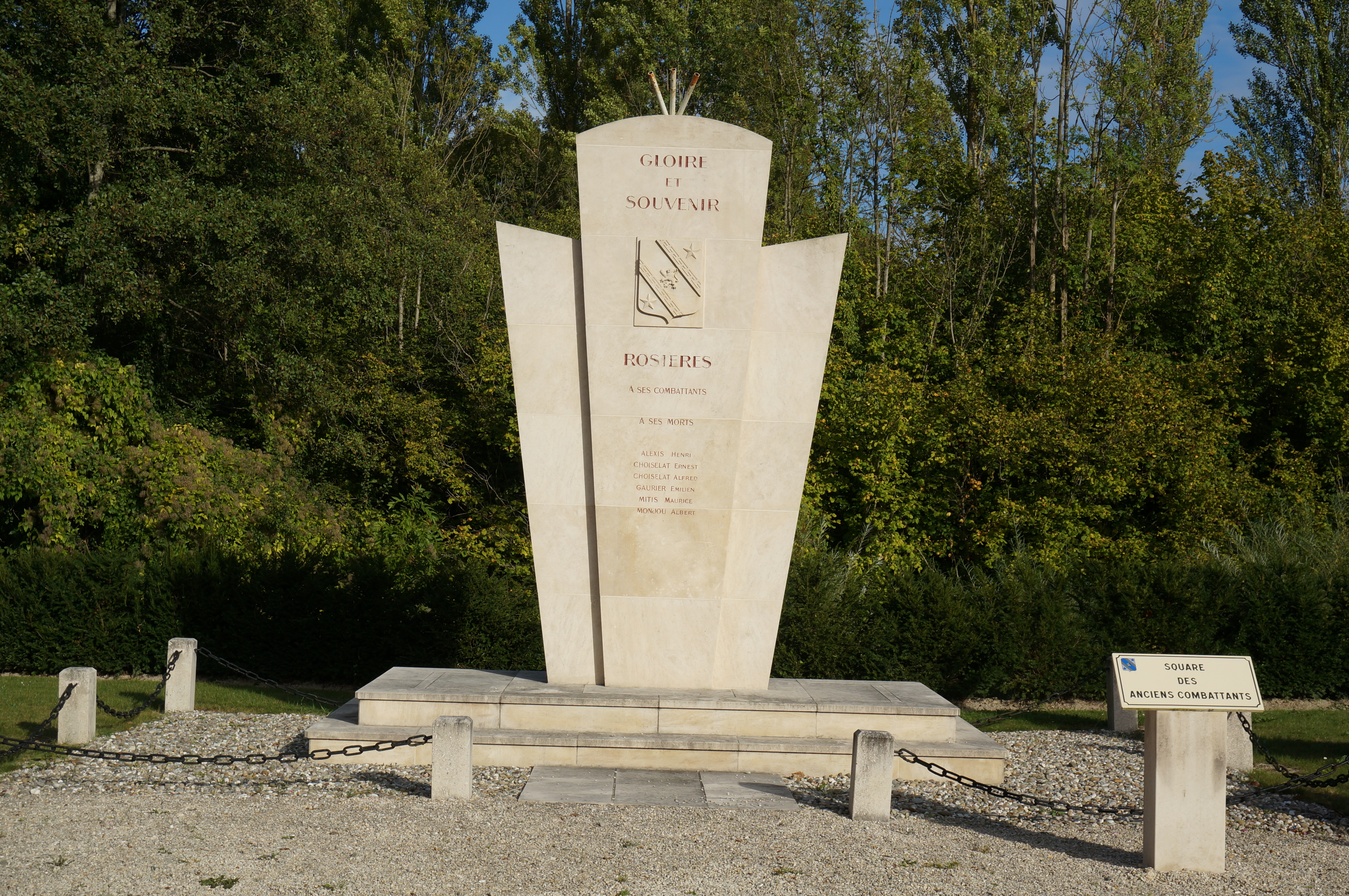
遇难者纪念碑

特鲁瓦附近罗西耶尔（48°15'37"N, 4°4'18"E）位于法国中北部偏东，大东部大区西南部和奥布省中部。
与特鲁瓦附近罗西耶尔接壤的市镇包括：布雷维扬德、圣安德烈莱韦尔热、圣日耳曼、圣朱利安莱维拉、特鲁瓦附近圣莱热、特鲁瓦。
特鲁瓦附近罗西耶尔属于塞纳河流域，境内地势平坦。
按照柯本气候分类法，特鲁瓦附近罗西耶尔属于温带海洋性气候，全年温差较小，降水分布均匀。

## 历史
特鲁瓦附近罗西耶尔历史上长期为一普通村落，20世纪70年代后出现居民区，逐渐发展成为特鲁瓦南郊的重要卫星城。

## 交通
法国国道N77线、特鲁瓦环城公路、奥布省省道D21线、D85线和D109线经过特鲁瓦附近罗西耶尔境内。
特鲁瓦公交的十余条线路途径并停靠境内。

## 政治
现任特鲁瓦附近罗西耶尔市长为伊夫·勒恩先生（Yves Rehn）。

## 人口
| 年份   | 1936 | 1946 | 1954 | 1962 | 1968 | 1975  | 1982  | 1990  | 1999  | 2006  | 2011  | 2016  | 2017  |
| ------ | ---- | ---- | ---- | ---- | ---- | ----- | ----- | ----- | ----- | ----- | ----- | ----- | ----- |
| 人口數 | 309  | 323  | 402  | 528  | 527  | 1,096 | 1,804 | 2,283 | 2,608 | 3,064 | 3,533 | 4,066 | 4,165 |

## 社会
特鲁瓦工程技术大学的主校区位于其境内。
特鲁瓦附近罗西耶尔境内设有一处宪兵队。